# Aphanogmus gracilicornis
Aphanogmus gracilicornis är en stekelart som beskrevs av W. Foerster 1861. Aphanogmus gracilicornis ingår i släktet Aphanogmus och familjen pysslingsteklar. Arten är reproducerande i Sverige. Inga underarter finns listade i Catalogue of Life.